# If at First You Don't Succeed...
If at First You Don't Succeed... è il secondo album discografico del gruppo musicale statunitense Hades, pubblicato nel 1988 dalla Torrid Records in vinile e distribuito in Europa dalla Roadrunner Records in CD con l'aggiunta di una traccia bonus.

## Il disco
Il disco vede la partecipazione del chitarrista Ed Fuhrman in sostituzione di Scott LePage presente invece sull'esordio. Le doti tecniche del nuovo solista non si discostano da quelle del suo predecessore ed ancora una volta i brani denotano le prominenti capacità compositive ed esecutive della band che realizza un album esemplare di
thrash tecnico.

Anche dal punto di vista concettuale le canzoni risultano essere scritte in maniera consona agli argomenti trattati, utilizzando un tono satirico nelle tematiche sociali ed una narrazione epica in Aftermath of Betrayal (The Tragedy of Hamlet), pezzo ispirato alla tragedia di Shakespeare.
Il disco è stato ristampato in CD insieme al precedente Resisting Success dalla Mausoleum Records per la compilation Nothing Succeeds like Success pubblicata nel 2005. Nel 2011 ne è uscita una nuova versione edita dalla Cyclone Empire e contenente sei bonus tracks.

## Tracce
LP e CD 2011
Testi e musiche di Lorenzo, Tecchio eccetto dove indicato.
1. Opinionate! – 5:08
2. In the Meantime – 3:32
3. Rebel Without a Brain – 4:34
4. King in Exile – 4:03
5. Face the Fat Reality – 3:01 (Lorenzo, Tecchio, Schulman)
6. Outro – 0:48 (musica: Lorenzo) – (strumentale)
7. I Too Eye – 3:36
8. Diplomatic Immunity – 3:01
9. Process of Assimilation – 4:31
10. Tears of Orpheus – 1:20 (musica: Fuhrman) – (strumentale)
11. Aftermath of Betrayal – 9:04
12. Finale – 0:24 (musica: Fuhrman) – (strumentale)

CD
1. Opinionate! – 5:08
2. In the Meantime – 3:32
3. Rebel Without a Brain – 4:34
4. King in Exile – 4:03
5. Face the Fat Reality / Outro – 3:49
6. I Too Eye – 3:36
7. Diplomatic Immunity – 3:01
8. Process of Assimilation – 4:31
9. Tears of Orpheus – 1:20 – (strumentale)
10. Aftermath of Betrayal – 9:04
11. Finale – 0:24 – (strumentale)
12. M.E.S. (Technical Difficulties) – 2:55

CD 2011
1. M.E.S. (Technical Difficulties) – 2:55

Bonus tracks
1. Decline And Fall Of The American Empire – 3:16 – tratta da $avior$elf (Metal Blade, 1999)
2. Biocaust – 2:46 – tratta da DamNation (Metal Blade, 2001)
3. Force Quit – 3:23 – tratta da DamNation (Metal Blade, 2001)
4. Hoax – 4:04 – tratta da The Downside (Metal Blade, 2000)
5. Responsible – 4:27 – tratta da The Downside (Metal Blade, 2000)
6. The Me That Might Have Been – 3:33 – tratta da The Downside (Metal Blade, 2000)

## Formazione
- Alan Tecchio – voce
- Dan Lorenzo – chitarra
- Ed Fuhrman – chitarra
- Jimmy Schulman – basso
- Tom Coombs – batteria